# Antoinette 8V
L'Antoinette 8V è stato uno dei primi motori aeronautici costruiti in Francia. Costruito a partire dal 1906 dalla Antoinette, una società francese di aeronautica fondata lo stesso anno da Léon Levavasseur e Jules Gastambide, l'Antoinette 8V era, come si intuisce dal nome, un motore 8 cilindri a V, raffreddato ad acqua ed è stato il primo motore a combustione interna e ad accensione comandata con iniezione diretta di carburante ad essere prodotto in serie, seppure ancora realizzato con una produzione artigianale e con i singoli componenti torniti a mano, per questo è da alcuni considerato il primo vero motore aeronautico della storia.
Il motore sviluppava nella sua prima versione una potenza di circa 37 kW, ossia di circa 50 hp, a 1100 giri/min ed è stato utilizzato da molti dei primi aeromobili francesi, inclusi diversi modelli costruiti da Louis Blériot,  il 14-bis di Alberto Santos-Dumont e l'Antoinette VII costruito dalla stessa Antoinette.
Pur non essendo efficientissimo, l'Antoinette aveva uno dei più bassi rapporti peso/potenza dei motori dell'epoca ed inoltre, grazie alle sue dimensioni relativamente ridotte, garantiva un basso ingombro, consentendo di diminuire la resistenza all'aria dell'aeromobile su cui era montato.

## Struttura
I due banchi di cilindri erano montati su un basamento di alluminio e formavano una V con un angolo di apertura di 90° mentre i cilindri, che nella versione originaria erano realizzati in ghisa, con una camicia in ottone e una testata in bronzo fuso, a cominciare dal 1908 furono realizzati in acciaio, con una camicia in rame elettroliticamente depositato e una testata anch'essa in acciaio. La disposizione dei cilindri, poi, era realizzata in modo tale che quelli di una fila risultassero sfalsati rispetto a quelli dell'altra, in modo da consentire l'uso di due bielle affiancate sullo stesso perno di manovella. I cilindri erano poi dotati di due valvole in bronzo disposte lateralmente, una, automatica, dedicata all'aspirazione e una, comandata tramite punteria dall'albero a camme, dedicata allo scarico.

La lubrificazione era effettuata con olio minerale e funzionava con un sistema a sbattimento, ossia l'olio, posto all'interno del basamento, veniva portato all'interno dei cilindri dall'albero quando questo cominciava a ruotare. Tale sistema non era certamente molto efficiente, ma era comunque sufficiente vista la breve durata dei voli effettuati dai primi aeromobili.
Il sistema di raffreddamento era invece evaporativo ad acqua; il liquido nelle camicie dei cilindri, dopo una parziale evaporazione, veniva separato, inviato ad un condensatore posto ai lati della fusoliera e quindi inviato nuovamente al motore per poter essere riutilizzato.